# Cardosas
Cardosas es una freguesia portuguesa del concelho de Arruda dos Vinhos, con 5,99 km² de superficie y 746 habitantes (2001). Su densidad de población es de 124,5 hab/km².